# Gavutu

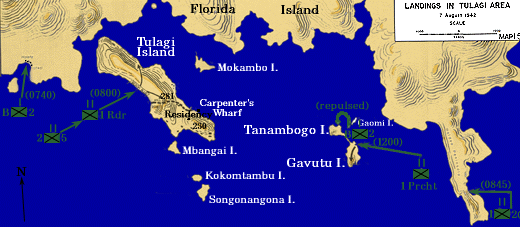
Karta över Gavutu och närliggande öar.

Gavutu är en liten ö i provinsen Central i Salomonöarna och är ungefär 500 meter lång. Den tillhör ögruppen Floridaöarna. 
Tillsammans med närliggande ön Tanambogo spelade den en viktig roll i Guadalcanalkampanjen under andra världskriget. År 1942 försökte japanerna att etablera en sjöflygplansbas på ön. Den 7–9 augusti 1942 i slaget om Tulagi och Gavutu-Tanambogo attackerades och ockuperade ön av 1st Marine Parachute Battalion och delar av 2nd Marine Regiment.